# Ted DiBiase, Jr.
Theodore Marvin "Ted" DiBiase, Jr. (8 de novembre del 1982 -), més conegut al ring simplament com a Ted DiBiase és un lluitador professional estatunidenc que treballa a la marca RAW de World Wrestling Entertainment (WWE). El seu company de tag team és Cody Rhodes. DiBiase, Jr. és fill de l'antic lluitador de lluita lliure Ted DiBiase.

## Florida Championship Wrestling (2007 - 2008)
El 24 de juliol de 2007, el membre del Saló de la Fama de la WWE Harley Race anuncià que Teddy havia firmat un contracte amb la World Wrestling Entertainment, i que hauria d'anar a entrenar-se a la Florida Championship Wrestling.
El 18 de desembre de 2007, DiBiase va derrotar a TJ Wilson guanyant el Campionat Sureny Peso Pesat de la FCW a New Port Richey, Florida. Després, el 19 de gener va patir una lesió que el va obligar a deixar vacant el campionat.
També el 15 de febrer de 2008, Ted va desperdiciar l'oportunitat de coronar-se com al primer Campió de pes pesant de Florida, en ser derrotat per Jake Hager.

## World Wrestling Entertainment (2008 - Present)
Ted DiBiase va debutar en la WWE el 26 de maig de 2008, on el van entrevistar i declarà les seves intencions de coronar-se campió, igual que el seu pare Ted DiBiase. També, es va establir com heel i va retar a una lluita a Cody Rhodes i Hardcore Holly pel campionat mundial de parelles amb un company misteriós a Night of the Champions.
A Night of Champions ell i Cody Rhodes (que resultà ser el misteriós company de DiBiase) van derrotar a Hardcore Holly en un Handicap Match por el Campionat Mundial en Parelles. D'aquesta manera Rhodes es va tornar heel traint Holly, així Ted DiBiase i Cody Rhodes es van tornar en els nous posseïdors del Campionat Mundial en Parelles de la WWE.
En l'edició de Raw del 21 de juliol (la primera després de The Great American Bash), DiBiase, Rhodes i JBL van ser derrotats per Cryme Tyme Genation.

## En lluita
- Moviments finals i de firma
  - Cobra Clutch Legsweep
  - Million Dolar Dream (Cobra Clutch)
  - Elevated Stunner
  - DDT
  - Vertical Suplex
  - Armlock

## Campionats i assoliments
- Florida Championship Wrestling
  - FCW Southern Heavyweight Championship (1 vegada)
- Fusion Pro Wrestling
  - Fusion Pro Tag Team Championship (1 vegada) - con Mike DiBiase II
- Pro Wrestling Illustrated
  - Ranquejat N°470 en els PWI 500 del 2007
- World Wrestling Entertainment
  - World Tag Team Championship (1 vegada, actual) - con Cody Rhodes